# Primera División 1944 (Uruguay)
Het seizoen 1944 van de Primera División was het 41e seizoen van de hoogste Uruguayaanse voetbalcompetitie.

## Teams
Er namen tien ploegen deel aan de Primera División tijdens het seizoen 1944. Negen ploegen wisten zich vorig seizoen te handhaven en één ploeg promoveerde vanuit de Primera B: CA River Plate kwam in de plaats van het gedegradeerde Rampla Juniors FC.
| Club                      | Stad       | Stadion                              | Vorig seizoen |
| ------------------------- | ---------- | ------------------------------------ | ------------- |
| Central FC                | Montevideo | Estadio Parque Palermo               | 7e            |
| CA Defensor               | Montevideo | Parque Rodó                          | 4e            |
| Liverpool FC              | Montevideo | Estadio Belvedere                    | 6e            |
| CS Miramar                | Montevideo | Parque Campomar                      | 3e            |
| Montevideo Wanderers FC   | Montevideo | Estadio Parque Alfredo Víctor Viera  | 5e            |
| Club Nacional de Football | Montevideo | Estadio Centenario                   | 1e            |
| CA Peñarol                | Montevideo | Estadio Centenario                   | 2e            |
| Racing Club de Montevideo | Montevideo | Estadio Parque Osvaldo Roberto       | 8e            |
| CA River Plate            | Montevideo | Estadio Parque Federico Omar Saroldi | 1e (1ª B)     |
| IA Sud América            | Montevideo | Estadio Parque Carlos Ángel Fossa    | 9e            |

## Competitie-opzet
Alle clubs speelden tweemaal tegen elkaar. De ploeg met de meeste punten werd kampioen. De ploeg die laatste werd degradeerde naar de Primera B.

### Kwalificatie voor internationale toernooien
Dit seizoen waren er geen internationale bekers waar Uruguayaanse clubs zich voor kwalificeerden. Zowel de Copa Ricardo Aldao die sinds 1913 onregelmatig werd betwist tussen de landskampioenen van Argentinië en Uruguay, als de Copa de Confraternidad Escobar-Gerona waarin de vicekampioenen van beide landen het tegen elkaar opnamen, werden voor het tweede jaar op rij niet gespeeld.

### Torneo Competencia en Torneo de Honor
Voorafgaand aan het seizoen werd het Torneo Competencia gespeeld tussen de ploegen in de Primera División. Dit toernooi werd gewonnen door Central FC. Ook werd er gestreden om het Torneo de Honor. Deze prijs werd uitgereikt aan de ploeg die het beste presteerde in het Torneo Competencia en in de eerste seizoenshelft van de Primera División.
In totaal speelden de tien ploegen dit seizoen driemaal tegen elkaar. De eerste ontmoeting telde mee voor het Torneo Competencia en het Torneo de Honor, de tweede ontmoeting voor de Primera División en het Torneo de Honor en de laatste ontmoeting enkel voor de Primera División.

### Eerste seizoenshelft
Club Nacional de Football werd op de eerste speeldag verrast door CS Miramar, dat met 3–2 van de titelhouder won. Ook Central FC - dat het Torneo Competencia had gewonnen - begon met een nederlaag: Liverpool FC (dat in het Torneo Competencia niks had gewonnen en laatste was geworden) won met 2–1. De competitie begon wel goed voor CA Peñarol; de Aurinegros wonnen als enige club de eerste twee wedstrijden.
De daaropvolgende wedstrijden bleef Peñarol ongeslagen, maar leden ze tegen IA Sud América en CA Defensor wel puntverlies. De concurrentie behaalde echter ook niet de volle buit, waardoor Peñarol na vijf duels nog altijd aan de leiding ging, gevolgd door Montevideo Wanderers FC en Nacional, die allebei een punt minder hadden. Een wedstrijd later verloor Peñarol echter voor het eerst van Montevideo Wanderers (de enige nog ongeslagen ploeg op dat moment) en moesten ze de leiding afstaan. Nacional won van Central en haalde Peñarol ook in. In de Superclásico op 10 september won Peñarol van Nacional en kon Montevideo Wanderers solo aan kop gaan.
Door de zege op Nacional stond Peñarol weer tweede in de stand en hadden ze ook de beste papieren om het Torneo de Honor te winnen. Hier slaagden ze ook in door met 8–4 van Miramar te winnen. Omdat Montevideo Wanderers en Nacional tegen elkaar gelijkspeelden klommen de Aurinegros bovendien naar de (gedeelde) koppositie. Halverwege het seizoen hadden Peñarol en Wanderers allebei veertien punten. Nacional en Defensor volgden met twaalf punten. Promovendus CA River Plate bezette met vier punten de laatste plaats.

### Tweede seizoenshelft
De tweede seizoenshelft begon met veel wisselingen aan de kop van het klassement. Peñarol raakte de koppositie kwijt na verlies tegen Racing Club de Montevideo, maar heroverde die nadat Montevideo Wanderers vervolgens verloor van Miramar. Met nog zes duels te spelen leek de titelstrijd tussen vier ploegen te gaan; Peñarol had een punt meer dan Defensor en Wanderers, en twee punten meer dan Nacional. Onderaan werd het voor River Plate lastiger, nadat ze de eerste duels in de terugronde allemaal verloren.
Defensor speelde vervolgens tweemaal tegen een concurrent uit de top-vier en ze wonnen beide wedstrijden. Tegen Montevideo Wanderers werd het 4–2 en Peñarol werd met 2–0 verslagen. Hierdoor ging La Viola aan kop van het klassement met nog vier duels te spelen. In de staart van de tabel had River Plate inmiddels twee overwinningen geboekt, waaronder op Racing Club. Hierdoor kwamen ze met Racing gelijk in punten. De daaropvolgende wedstrijd kregen beide ploegen de middenmoot in het vizier, van respectievelijk Sud América en Miramar te winnen. In de titelstrijd liet Defensor punten liggen tegen Liverpool (gelijkspel) en konden Nacional en Peñarol op gelijke hoogte komen.
Tijdens de zestiende speelronde verloor Defensor van Nacional. Omdat ze een wedstrijd later ook niet verder kwamen dan 1–1 tegen Miramar ging de titelstrijd wederom tussen Nacional en Peñarol. Hun onderlinge duel kon doorslaggevend zijn, maar eindigde in remise. Onderaan was de degradatiestrijd wel beslecht: Racing had tweemaal verloren en kon de andere ploegen - die wel punten hadden behaald - niet meer inhalen. Het was de derde keer sinds de invoering van het profvoetbal dat de Cerveceros laatste werden, maar in tegenstelling tot de vorige keren was er nu wel degradatie mogelijk en eindigde het veertienjarige verblijf van Racing Club in de Primera División.
De titelstrijd werd op de laatste speelronde beslist; als Nacional en Peñarol niet hetzelfde resultaat behaalden zou de ploeg met het betere resultaat kampioen worden. De Tricolores en de Aurinegros wonnen echter allebei hun wedstrijd, waardoor er een beslissingswedstrijd nodig was om over de landstitel te beslissen. De derde plaats was uiteindelijk voor Defensor, hun beste resultaat in het professionele tijdperk. Montevideo Wanderers werd vierde en Central completeerde het linkerrijtje.

### Eindstand
|     | Club                      | Sp. | W  | G | V  | Pnt. | DV | DT | DS  |
| --- | ------------------------- | --- | -- | - | -- | ---- | -- | -- | --- |
| 1.  | Club Nacional de Football | 18  | 12 | 3 | 3  | 27   | 48 | 21 | +27 |
| 2.  | CA Peñarol                | 18  | 12 | 3 | 3  | 27   | 41 | 21 | +20 |
| 3.  | CA Defensor               | 18  | 10 | 5 | 3  | 25   | 43 | 27 | +16 |
| 4.  | Montevideo Wanderers FC   | 18  | 7  | 5 | 6  | 19   | 32 | 31 | +1  |
| 5.  | Central FC                | 18  | 7  | 3 | 8  | 17   | 35 | 34 | +1  |
| 6.  | IA Sud América            | 18  | 5  | 4 | 9  | 14   | 24 | 37 | –13 |
| 7.  | Liverpool FC              | 18  | 5  | 3 | 10 | 13   | 22 | 30 | –8  |
| 8.  | CA River Plate            | 18  | 6  | 1 | 11 | 13   | 29 | 43 | –14 |
| 9.  | CS Miramar                | 18  | 4  | 5 | 9  | 13   | 23 | 37 | –14 |
| 10. | Racing Club de Montevideo | 18  | 5  | 2 | 11 | 12   | 27 | 43 | –16 |

### Legenda
| Kleur | Kwalificatie voor              |
| ----- | ------------------------------ |
|       | Beslissingswedstrijd om titel  |
|       | Degradatie naar Primera B 1945 |

### Beslissingswedstrijd
De beslissingswedstrijd om de landstitel werd op 10 december gespeeld, maar eindigde in een doelpuntloos gelijkspel. Er werd tot tweemaal toe een verlenging van dertig minuten gespeeld, maar ook daarin werd niet gescoord. Daarom stond er een week later een tweede beslissingswedstrijd op het programma. Topscorer Atilio García bracht Nacional binnen een halfuur op een 2–0 voorsprong, maar Peñarol wist deze stand nog om te buigen in een 3–2 overwinning. Hiermee was Nacionals reeks van vijf landstitels op rij ten einde, en behaalde Peñarol hun eerste kampioenschap sinds 1938; hun vijftiende in totaal.
|                  |                           |            |            |                                                                                                |
| 10 december 1944 | Club Nacional de Football | 0 - 0 n.v. | CA Peñarol | Estadio Centenario, Montevideo Toeschouwers: 55.000 Scheidsrechter: Manuel Domínguez (Uruguay) |
| 10 december 1944 |                           |            |            | Estadio Centenario, Montevideo Toeschouwers: 55.000 Scheidsrechter: Manuel Domínguez (Uruguay) |

#### Tweede beslissingswedstrijd
|                  |                                       |       |                           |                                                                                             |
| 17 december 1944 | CA Peñarol                            | 3 - 2 | Club Nacional de Football | Estadio Centenario, Montevideo Toeschouwers: 45.000 Scheidsrechter: Genaro Cirilo (Uruguay) |
| 17 december 1944 | Prais 37' Varela 59' (pen.) Vidal 68' |       | 25', 28' García           | Estadio Centenario, Montevideo Toeschouwers: 45.000 Scheidsrechter: Genaro Cirilo (Uruguay) |

| Winnaar Primera División 1944 |
| ----------------------------- |
| CA Peñarol 15e titel          |

#### Topscorers
De topscorerstitel ging voor de zevende maal op rij naar Atilio García van Club Nacional de Football. Hij maakte 21 doelpunten.
| №  | Speler        | Club                      | Goals |
| -- | ------------- | ------------------------- | ----- |
| 1. | Atilio García | Club Nacional de Football | 21    |